# Жанатан (Мартукский район)
Жанатан (каз. Жаңатаң) — село в Мартукском районе Актюбинской области Казахстана. Входит в состав Яйсанского сельского округа. Код КАТО — 154639200.

## Население
В 1999 году население села составляло 71 человек (31 мужчина и 40 женщин). По данным переписи 2009 года, в селе проживали 42 человека (23 мужчины и 19 женщин).